# 布蘭查德 (加利福尼亞州)
布蘭查德（英語：Blanchard）是位於美國加利福尼亞州馬里波薩縣的一個非建制地區。該地的面積和人口皆未知。

## 地理
布蘭查德的座標為37°43′53″N 120°11′32″W / 37.73139°N 120.19222°W，而該地的平均海拔高度為355米（即1165英尺）。